# Chinua Achebe
Chinua Achebe, właśc. Albert Chinụalụmọgụ Achebe (ur. 16 listopada 1930 w Ogidi, Nigeria, zm. 21 marca 2013 w Bostonie, USA) – nigeryjski pisarz, poeta, krytyk i nauczyciel akademicki. W 2007 nagrodzony The Man Booker International Prize.

## Młodość i rodzina
Chinua Achebe urodził się 16 listopada 1930 i został ochrzczony jako Albert Chinụalụmọgụ Achebe. Jego ojciec, Isaiah Okafo Achebe, ochrzczony w kościele św. Szymona, w pobliżu miasteczka Ogidi był nauczycielem i ewangelizatorem. Matka Chinua nazywała się Janet Anaenechi Iloegbunam. Dziadek od strony matki był kowalem z Awky, liderem lokalnej społeczności i rolnikiem. Ojciec Chinua był bratankiem lidera Ogidi, Udoh Osinyi. Isaiah, osierocony za młodu, został chrześcijaninem, jednym z pierwszych w Ogidi. Janet miała do czynienia z chrześcijaństwem i tradycyjną lokalną kulturą, co miało duży wpływ na ich przyszłe dzieci: Franka Okwuofu, Johna Chukwuemeka Ifeanyichukwu, Zinobie Uzoma, Augustine Ndubisi, Grace Nwanneka i na samego Chinua. Jego rodzice zostali członkami nigeryjskiego protestanckiego Church Mission Society (CMS). W związku z tym Isaiah przestał praktykować tradycyjne wierzenia Odinani, lecz nie porzucił związanych z nimi tradycji. Po tym, jak na świat przyszła najmłodsza córka, rodzina przeniosła się do Ogidi.

Mapa nigeryjskich grup językowych. Achebe pochodził z regionu Igbo.

Opowiadanie historii było filarem i niezbędnym elementem tradycji Igbo. Chinua słuchał ich zarówno od swojej matki, jak i siostry Zinobii. Chłopak czytał znajdujące się w domu almanachy i książki, m.in. prozatorską adaptację szekspirowskiego Snu nocy letniej i lokalną wersję Wędrówki pielgrzyma Johna Bunyana. Achebe uczestniczył również w tradycyjnych wiejskich wydarzeniach, takich jak ceremonie maskarady, które opisywał później w swoich powieściach.

## Twórczość
Studiował na uniwersytecie w Ibadanie, działalność publicystyczną rozpoczął od radiostacji w Lagos. Pisał w języku angielskim, tematyką jego powieści była Afryka, a zwłaszcza problemy społeczne, polityczne i kulturowe, tuż po odzyskaniu niepodległości. Zwany był ojcem nowoczesnej literatury afrykańskiej. Był najczęściej tłumaczonym pisarzem afrykańskim (przekłady polskie poezji w Antologii poezji afrykańskiej, 1974; prozy wymienione niżej). Uhonorowany nagrodą literacką Man Booker International Prize 2007.

## Dzieła
- Things Fall Apart, 1958; wyd. pol. Świat się rozpada, tł. Małgorzata Żbikowska, 1989 ; Wszystko rozpada się, tł. Jolanta Kozak, 2009
- No Longer at Ease, 1960; wyd. pol. Nie jest już łatwo, 2011
- The Sacrificial Egg, and Other Stories 1962, opowiadania
- Arrow of God, 1964; wyd. pol. Boża strzała 1966
- A Man of the People, 1966; wyd. pol. Czcigodny kacyk Nanga 1968
- Beware, Soul-Brother, 1971, poezja
- Girls at War, and Other Stories, 1972, opowiadania
- Morning Yet on Creation Day, 1975, non-fiction
- Anthills of the Savannah, 1987
- Hopes and Inpediments, 1988, non-fiction
- Home and Exile, 2000, non-fiction

## Nagrody
- Nigerian National Order of Merit Award (1979)
- St. Louis Literary Award (1999)
- The Man Booker International Prize (2007)
- The Dorothy and Lillian Gish Prize (2010)